# Сенік Анна Михайлівна
Анна Михайлівна Сенік (нар. 19 березня 1988, Київ, Україна) — українська фотограф, засновниця напрямку української етнофотографії, громадсько-політична діячка.

## Життєпис та творчість
Народилася 19 березня 1988 року в Києві.
У 2010 році, отримала вищу освіту та диплом магістра фінансів Київського національного економічного університету ім. Вадима Гетьмана.
Відома в Україні і за її межами етнофотограф. Є авторкою понад 150-ти етнічних фотосесій. Більшість її робіт присвячені традиційному українському одягу, проте окремі серії відтворюють образи учасників українських військових формувань минулого.

### Проєкти
Авторка військово-історичного фотопроєкту «Воїн», в якому з істориком Миколою Балабаном створила унікальний для України військово-історичний фотопроєкт, що включав у себе світлини учасників військових формувань на території України від часів Руської держави і до розпочатої у 2014 Росією війні: лицарі, козаки, бійці УПА, Дієвої армії УНР, УГА, Січові Стрільці, учасники АТО.
Перша презентація проекту відбулася в травні 2015 року в Національному музеї Тараса Шевченка в Києві. Виставки проєкту пройшли та час від часу повторно проходять у всіх найбільших містах України та прифронтовій зоні.
Проєкт презентували також під робочими назвами «Воїн крізь віки», «Воїн. Воля крізь віки» та «Воїни. Історія українського війська». На основі світлин проєкту Український інститут національної пам'яті у 2015 році розробив та видав серію плакатів, які передали в усі частини та підрозділи ЗСУ, Національної Гвардії України, Національної Поліції України та кабінети історії навчальних закладів.

Анна Сенік на відкритті виставки плакатів «Воїн. Історія Українського війська», 2016 р

У своїй роботі використовує автентичний старовинний одяг, предмети давнини, а також реконструкції автентики. Співпрацює з колекціонерами, музеями, фаховими етнографами та народними майстрами.
Особливістю є й те, що попри жанровість зйомок, її моделями частіше за все виступають не професіонали, а звичайні люди.
У фотографії використовує творчий псевдонім Ładna Kobieta (пол. Красива жінка), при цьому ніколи не приховуючи своє справжнє ім'я. Пояснює використання такого псевдоніму родинною історією: «Так у дитинстві мене жартома називала мати».
Автор фотоальбому «Ukrainian Folk Fashion» (2023, Видавництво Старого Лева).

## Громадсько-політична діяльність
У період 2011—2013 років була пропагандивним референтом націоналістичних організацій Соціал-Національна Асамблея та Патріот України, була автором їхніх тогочасних агітаційно-пропагандистських матеріалів.
Брала активну участь у подіях під час Революції Гідності.
У березні 2014 року з початком російської агресії вступила до лав добровольчого батальйону «Азов», обійнявши посаду прессекретаря. Була автором зображення, що стало основою шеврону партизанського загону «Чорний Корпус», на базі якого було створено батальйон.
Після позачергових виборів народних депутатів України у 2014 році й до закінчення каденції Верховної Ради України VIII скликання працювала прессекретаркою народного депутата Ігоря Мосійчука. Під час арешту Мосійчука у 2015 та замаху на його життя у 2017 вела інформаційну компанію з висвітлення подій.
У 2019 році стала радником міського голови Черкас Анатолія Бондаренка з питань зв'язків з громадськістю.
Відзначилася методичним відстоюванням авторського права в судах. На її рахунку кілька виграних справ із виплатою компенсацій, зокрема у видання «Корреспондент» за використання фото її авторства як ілюстрації до статті про секс-туризм в Україні. Неодноразово публічно висвітлювала результати позитивних судових рішень за своїми позовами й закликала інших митців давати відсіч: «Закликаю всіх завжди захищати свої авторські права, і притягати до відповідальності тих, хто зневажає результати чужої інтелектуальної і творчої праці. Бо чим більше виграних авторами судів, тим менше бажаючих витерти ноги об їх авторські права».